# Frank Elmore Ross
Frank Elmore Ross (San Francisco, 2 aprile 1874 – Altadena, 21 settembre 1960) è stato un astronomo e fisico statunitense.

## Biografia
Conseguì il dottorato in matematica nel 1901 presso l'Università della California a Berkeley, con una tesi dal titolo Differential Equations Belonging to a Ternary Linearoid Group. Dopo aver insegnato per un anno matematica presso l'Università del Nevada e essere stato assistente di ricerca presso la Carnegie Institution a Washington, nel 1905 divenne direttore del Servizio internazionale delle latitudini a Gaithersburg, nel Maryland.
Nel 1915, fu assunto dalla Kodak, a Rochester, nello stato di New York, dove si occupò della fisica del processo fotografico. Applicò in seguito con successo all'astronomia l'esperienza maturata presso i laboratori della Kodak. Nel 1924, fu assunto dall'Osservatorio Yerkes, dove rimase fino al suo pensionamento, nel 1939.

### Ricerche principali
Il suo primo lavoro importante in ambito astronomico fu la determinazione dell'orbita della luna di Saturno Febe, nel 1905, sotto l'incoraggiamento di Simon Newcomb. Successivamente calcolò anche le orbite di Imalia e Elara, lune di Giove.
Durante l'esperienza presso la Kodak, pubblicò diversi lavori sull'applicazione della fotografia all'astronomia. In particolare, si interessò degli emulsionanti impiegati nelle tecniche fotografiche e, in particolare, delle distorsioni da essi determinate. Inoltre, sviluppò delle lenti grandangolari, anch'esse per uso astronomico.
A Yerkes, succedette a Edward E. Barnard, di cui ereditò le lastre fotografiche. Ross decise di ripetere la stessa sequenza fotografica e confrontare i risultati con un comparatore a visione alternata. In tal modo, scoprì 379 stelle variabili e 869 stelle con elevato moto proprio. Alcune di quest'ultime, sono risultate tra gli oggetti stellari più vicini alla Terra e sono tuttora note con il nome con cui sono identificate nel suo catalogo.
Destarono interesse anche le fotografie del pianeta Marte, raccolte durante l'opposizione del 1926 con il telescopio da 60 pollici (1,5 metri) di diametro dell'osservatorio di Monte Wilson. L'anno seguente fotografò Venere nell'ultravioletto, individuando per la prima volta le nubi nell'atmosfera del pianeta.
Infine, nel 1935 introdusse un sistema correttivo basato su due lenti per gli specchi parabolici di grandi dimensioni che porta il suo nome.

### Onorificenze
Il cratere Ross su Marte è a lui intitolato, mentre condivide con James Clark Ross la dedica del cratere Ross sulla Luna.
Fu membro dell'Accademia nazionale delle scienze statunitense e dell'American Astronomical Society; fu inoltre associato alla Royal Astronomical Society.
Infine, ricevette la medaglia John Price Wetherill dal Franklin Institute nel 1928.